# 아니타 (가수)
아니타(Anitta, 1993년 3월 30일 ~ )는 브라질의 가수, 송라이터, 배우, 댄서이다. 2013년, 싱글 "Show das Poderosas"가 브라질 핫 100 에어플라이 차트 1위를 하는 등 대성공을 하면서 이름을 알렸다.
2013년 1월, 워너 뮤직 브라질과 계약을 맺은 후 데뷔 앨범 Anitta를 발매했다. 같은 해 7월, 앨범은 트리플 골드 인증과 ABPD로부터는 플래티넘 인증을 받았다. 포르투갈에서도 17만 부 이상을 판매되었다. 세 번째 싱글 "Show das Poderosas"는 다수의 브라질 차트에서 1위를 했다. 2014년, 정규 2집 Ritmo Perfeito는 발매 한 달만에 45,000부 이상이 판매되었다. 다음 해인 2015년, 정규 3집 Bang 이 발매되어 플래티넘 인증을 받았다.
2013년, 아니타는 아이튠즈 브라질 차트에 가장 오래 머무른 아티스트였으며, "올해의 아티스트"에도 선출되었다. 2014년 11월, 라틴 그래미상 시상식에서 공연한 최연소 브라질 가수가 되었다. 제65회 그래미상(2023년) 올해의 신인상 후보에 올랐다.

## 음반 목록
- Anitta (2013)
- Ritmo Perfeito (2014)
- Bang (2015)
- Kisses (2019)
- Versions of Me (2022)
- Funk Generation (2024)